# 畜産学研究科
畜産学研究科（ちくさんがくけんきゅうか、英称：The Graduate School of Animal Husbandry）は、日本の大学院研究科のうち、畜産学の高度な教育研究を行う機構の1つである。

## 畜産学研究科を置く大学
- 帯広畜産大学（1967年度～）

## 畜産学研究科と類似する研究科名称
- 北里大学大学院 獣医畜産学研究科

## 畜産学を専攻できる他の研究科名称
- 東京農業大学大学院 農学研究科 畜産学専攻
- 京都大学大学院農学研究科 応用生物化学専攻 畜産資源学講座
- 九州大学大学院農学研究院 動物資源科学専攻 家畜生産学講座
- 広島大学大学院 生物圏科学研究科 生物資源科学専攻→広島大学大学院統合生命科学研究科 統合生命科学専攻